# Xã Liberty, Quận Highland, Ohio
Xã Liberty (tiếng Anh: Liberty Township) là một xã thuộc quận Highland, tiểu bang Ohio, Hoa Kỳ. Năm 2010, dân số của xã này là 10.242 người.